# Caixon
Caixon – miejscowość i gmina we Francji, w regionie Oksytania, w departamencie Pireneje Wysokie.
Według danych na rok 1990 gminę zamieszkiwało 350 osób, a gęstość zaludnienia wynosiła 41 osób/km² (wśród 3020 gmin regionu Midi-Pireneje Caixon plasuje się na 720. miejscu pod względem liczby ludności, natomiast pod względem powierzchni na miejscu 1202.).